# Titus Annius Milo
Titus Annius Milo Papianus was een Romeins politicus, bendeleider en agitator uit de 1e eeuw v.Chr. Hij was de zoon van Gaius Papius Celsus, maar werd geadopteerd door zijn moeders vader, Titus Annius Luscus.
Hij was afkomstig uit Lanuvium en oorspronkelijk een militante aanhanger van Pompeius. Als tribunus plebis in 57 v.Chr., zette Milo zich tijdens zijn ambtsjaar vooral in om de terugkeer uit ballingschap van Marcus Tullius Cicero te bespoedigen. Om de senatoren die deze terugkeer een warm hart toedroegen te beschermen tegen de intimidaties van Publius Clodius Pulcher en zijn bende, richtte Milo zijn eigen bende op, die hij selecteerde onder geoefende gladiatoren. Tussen de beide bendes, die elkaar het leven onmogelijk maakten, kwam het herhaaldelijk tot bloedige straatgevechten. 
Nog in 57 ondernam Milo tweemaal een poging om zijn rivaal Clodius gerechtelijk te vervolgen. Deze wist zich aan vervolging te onttrekken door zich tot aedilis te laten verkiezen, waarna hij op zijn beurt Milo liet vervolgen. Ook Milo ontsnapte aan vervolging, doordat hij tot praetor voor het jaar 54 v.Chr. werd verkozen. De wanordelijkheden hielden aan en vertroebelden het politieke leven in Rome in ernstige mate. Hij huwde in hetzelfde jaar met Cornelia Fausta, de dochter van Lucius Cornelius Sulla en weduwe van Gaius Memmius. Ze was echter trouweloos, en Sallustius werd luidruchtig geteisterd door Milo omwille van een intrige met haar.
Eind 54 bracht Milo grote financiële offers om zijn kiescampagne voor het consulaat van het jaar 52 te bekostigen. Op 18 januari 52 ontmoetten beide benden elkaar aan de Via Appia te Bovillae, waar Clodius door Birria, een slaaf van Milo zo zwaar werd verwond dat hij kort nadien aan zijn verwondingen bezweek. Milo verkeerde nu in de onmogelijkheid zijn functie als consul uit te oefenen, waarna Pompejus alleen consul werd, en Milo liet vervolgen wegens doodslag. Cicero verdedigde Milo wel (en publiceerde achteraf zijn pleitrede "Pro Milone"), maar de rechtbank werd zo zwaar "bewaakt" door de bende van Clodius, dat er van een eerlijk proces nauwelijks sprake kon zijn. Met 38 tegen 13 stemmen werd Milo veroordeeld. De rechters oordeelden dat Clodius buiten voorkennis van Milo gewond was, maar dat hij, na verwondingen, op bevel van Milo was vermoord. Hij werd verbannen naar Massilia, waar hij door de tussenkomst van Cicero toch een voorkeursbehandeling genoot. 
In 48 beantwoordde Milo Caelius’ oproep om opnieuw de orde te verstoren in Italië. Tijdens de ongeregeldheden werd hij echter gearresteerd en terechtgesteld in Cosa.